# Balugães
Balugães ist eine Gemeinde (Freguesia) im nordportugiesischen Kreis Barcelos. In ihr leben 787 Einwohner (Stand 19. April 2021).